# Brebes

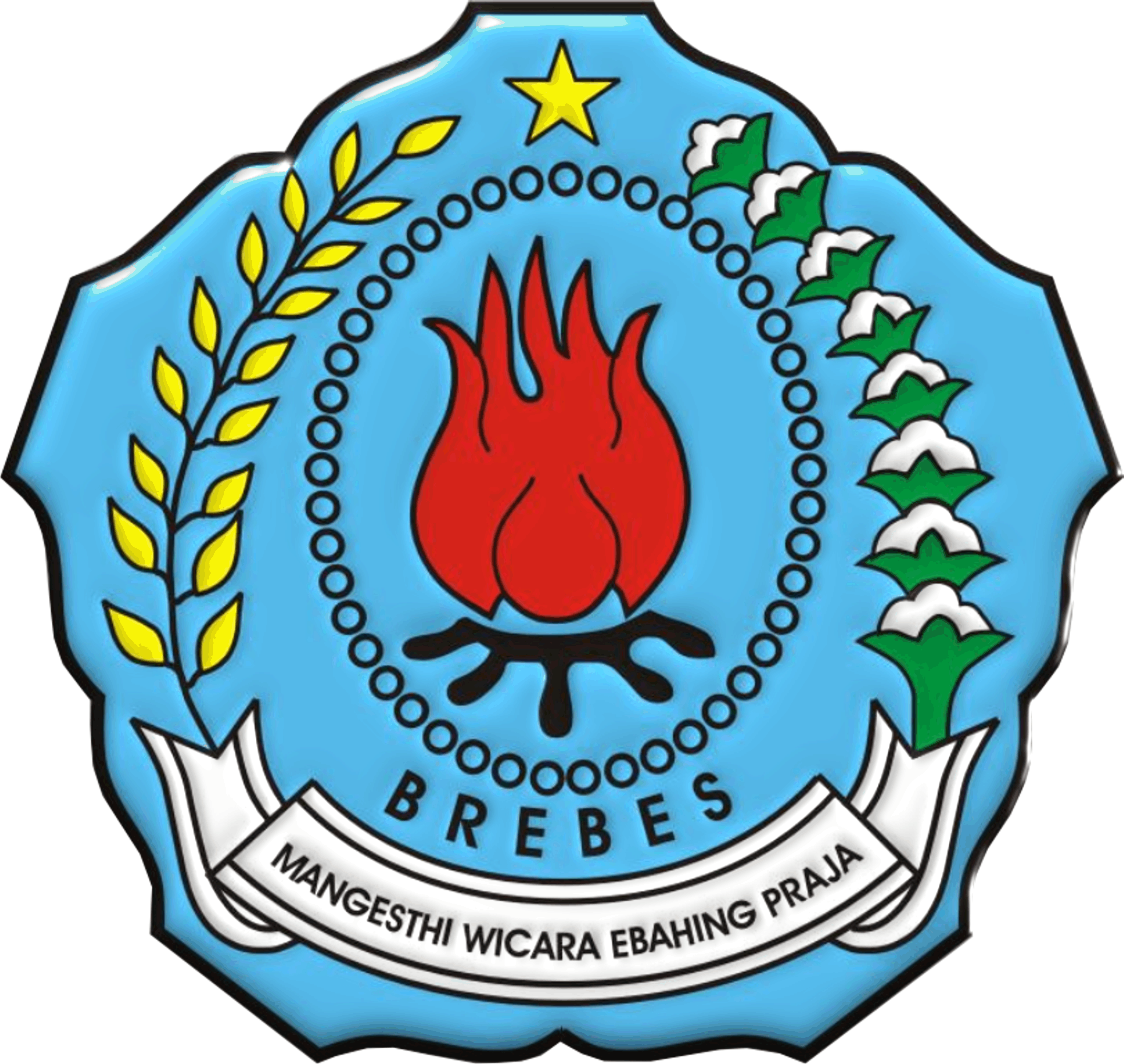

Brebes este un oraș din Indonezia.